# St.-Lamberti-Kirche (Bergen)

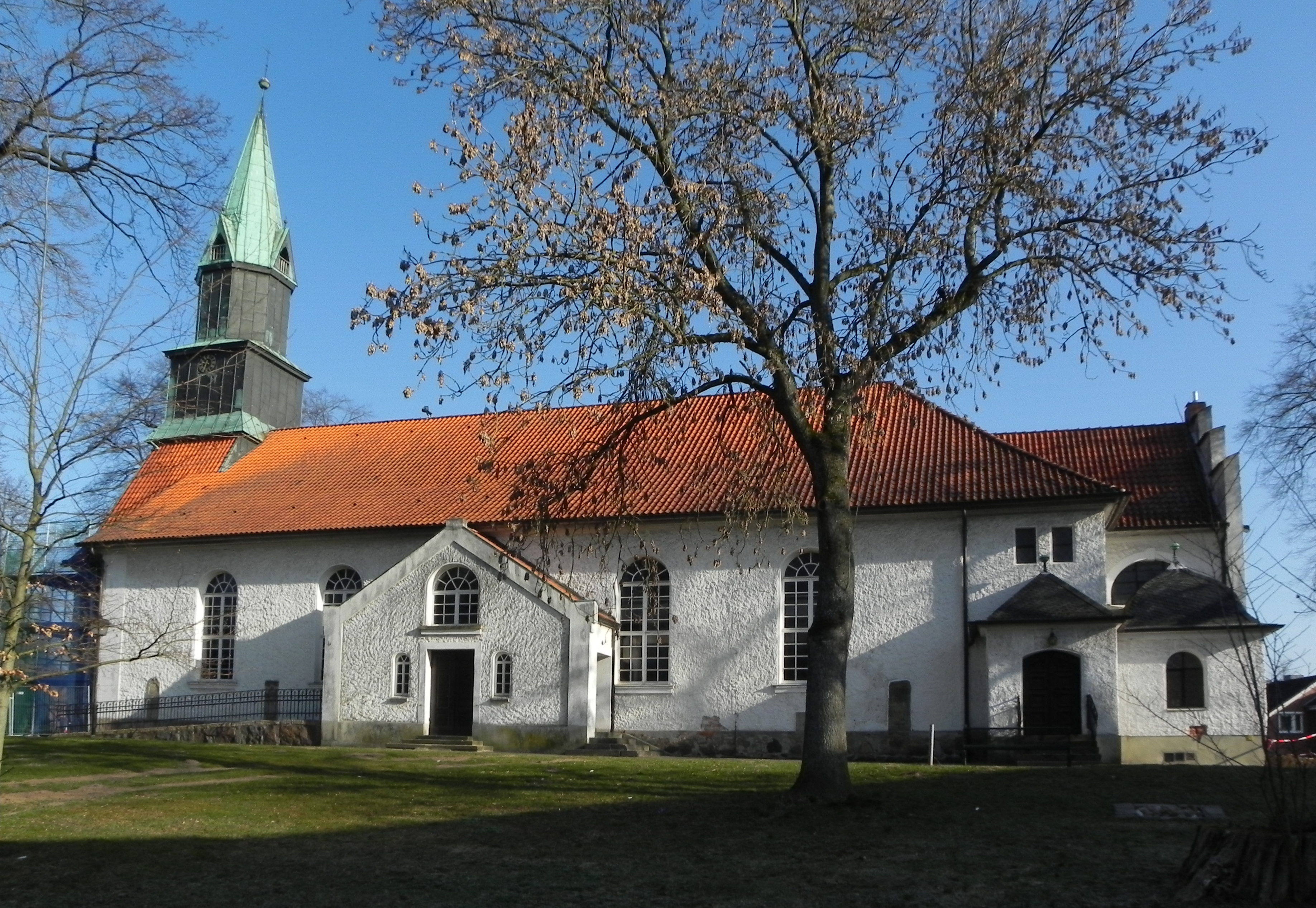
St. Lamberti-Kirche

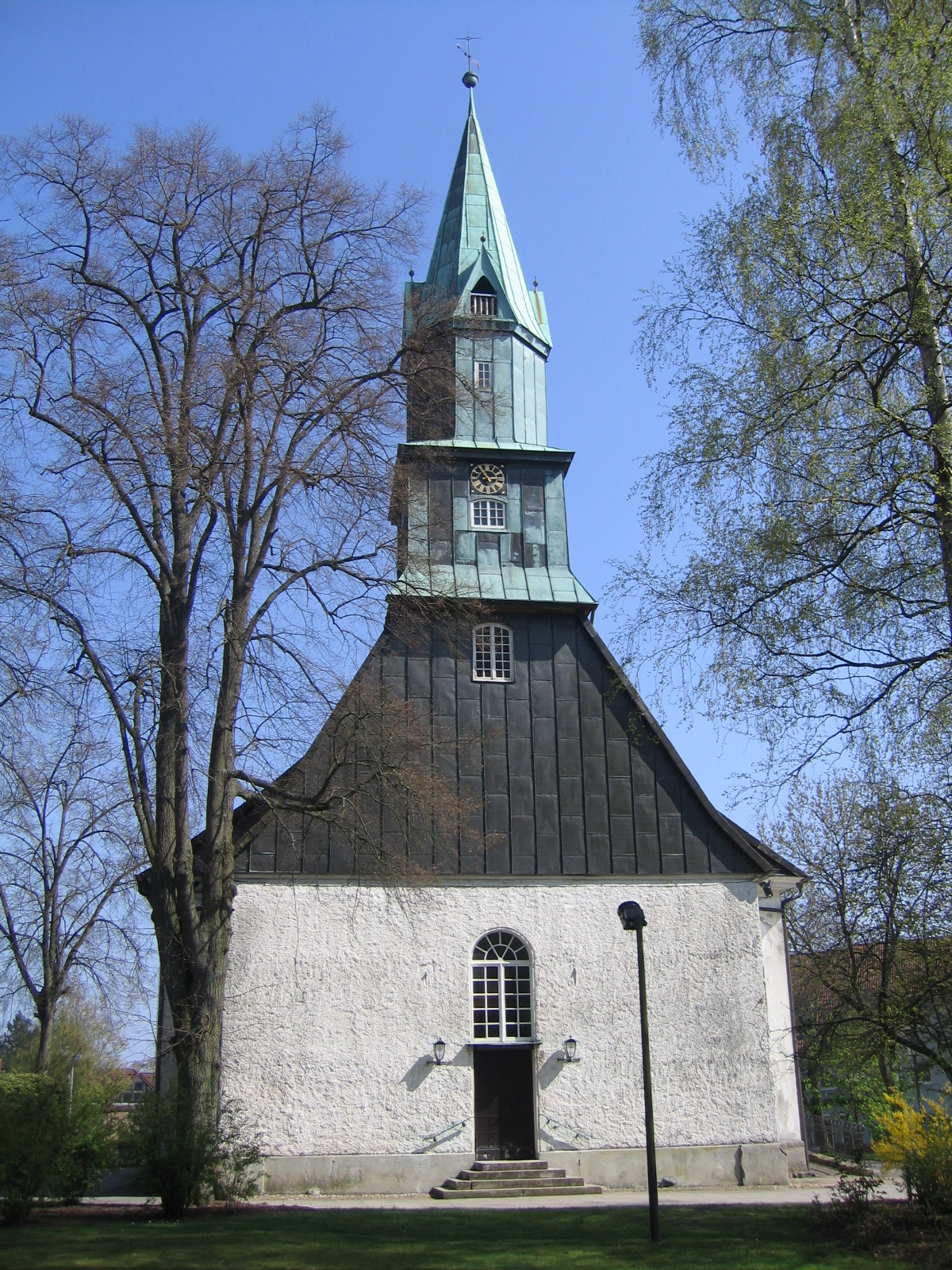
Kirchturm

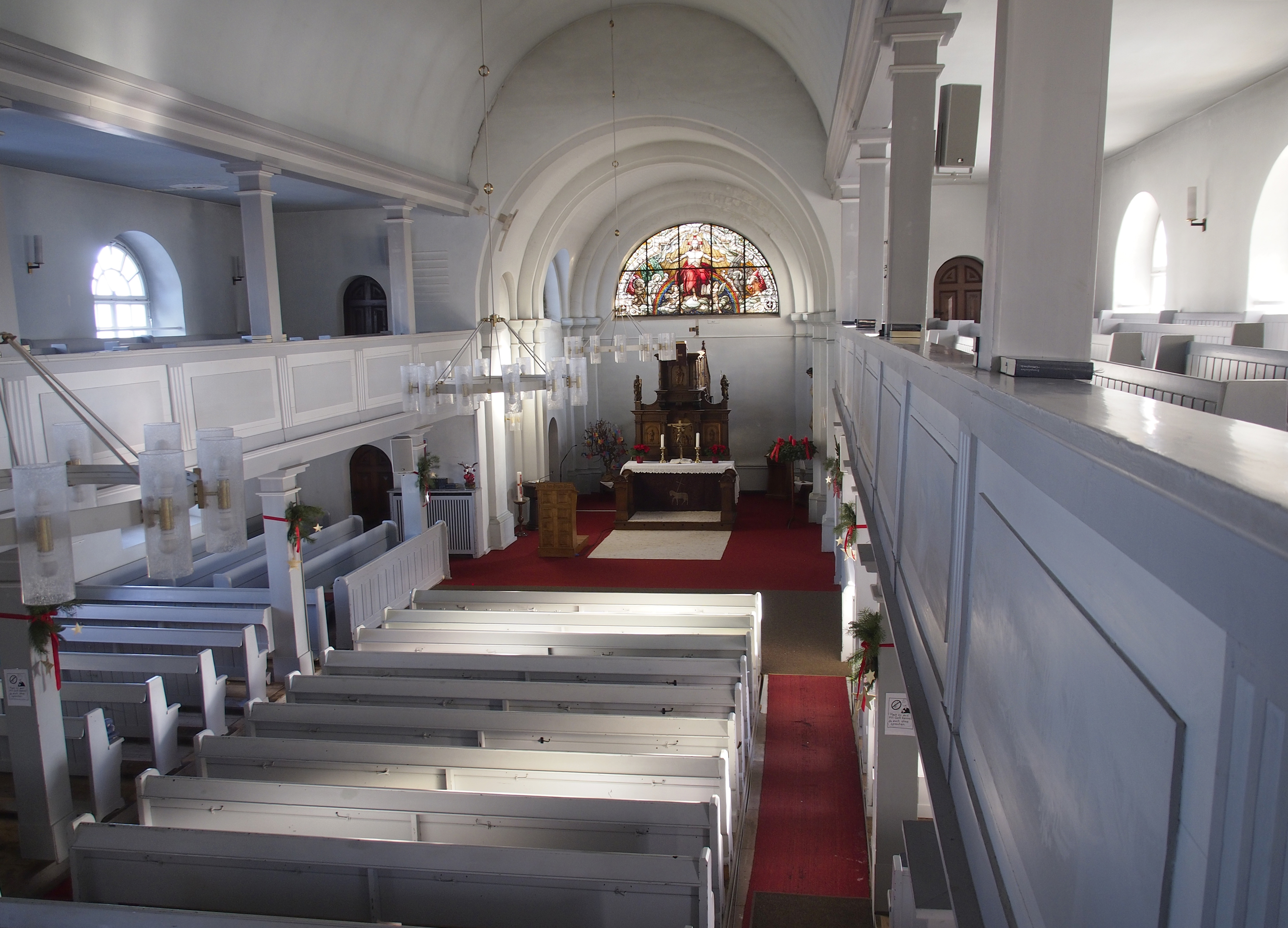
Innenraum

Die St.-Lamberti-Kirche ist eine evangelisch-lutherische Stadtkirche in Bergen im Landkreis Celle. Die Kirchengemeinde gehört zum Kirchenkreis Soltau im Sprengel Lüneburg der Evangelisch-lutherischen Landeskirche Hannovers.

## Geschichte
Wann hier erstmals eine Kirche stand ist nicht genau bekannt. Vermutlich zählt das Kirchspiel Bergen zu den Altkirchspielen des 9. Jahrhunderts. Die erste urkundliche Erwähnung des Kirchspiels (parrochia Berge) stammt aus dem Jahr 1197. Bekannt ist, dass 1631 der baufällige Turm der Kirche erneuert werden musste. 1728 wurde ein hölzerner Glockenturm neben der Kirche errichtet und die Glocken wegen statischer Probleme am bisherigen Ort dort neu aufgehängt. 1736 wurde der alte Kirchturm abgebrochen und 1750 durch einen neuen in der Art eines Dachreiters über dem Eingangsgiebel (Giebelturm) ersetzt.
Die jetzige klassizistische Saalkirche wurde 1826/27 erbaut. Es handelt sich um einen dreischiffigen Bau mit heruntergezogenen Decken über den Emporen, der 1900 nach Osten erweitert wurde. 1880/81 musste der Kirchturm erneuert werden. Er ist bis heute erhalten. Um 1900 wurde die Holztonnendecke im Mittelschiff mit einer ornamentalen Schablonenmalerei versehen, die bei der Renovierung der Kirche 1956 wieder entfernt wurde. Bei der gleichen Baumaßnahme wurde die Decke zur Vermeidung von Rissbildung mit einem Textilgewebe abgeklebt. Letzte umfangreiche Renovierungsarbeiten (Innen- und Außenrenovierung) fanden 1981/82 statt.
An der Außenfassade des Kirchengebäudes findet man noch alte Grabplatten – zum Teil aus dem 17. Jahrhundert.

Alte Grabplatten und Grabsteine
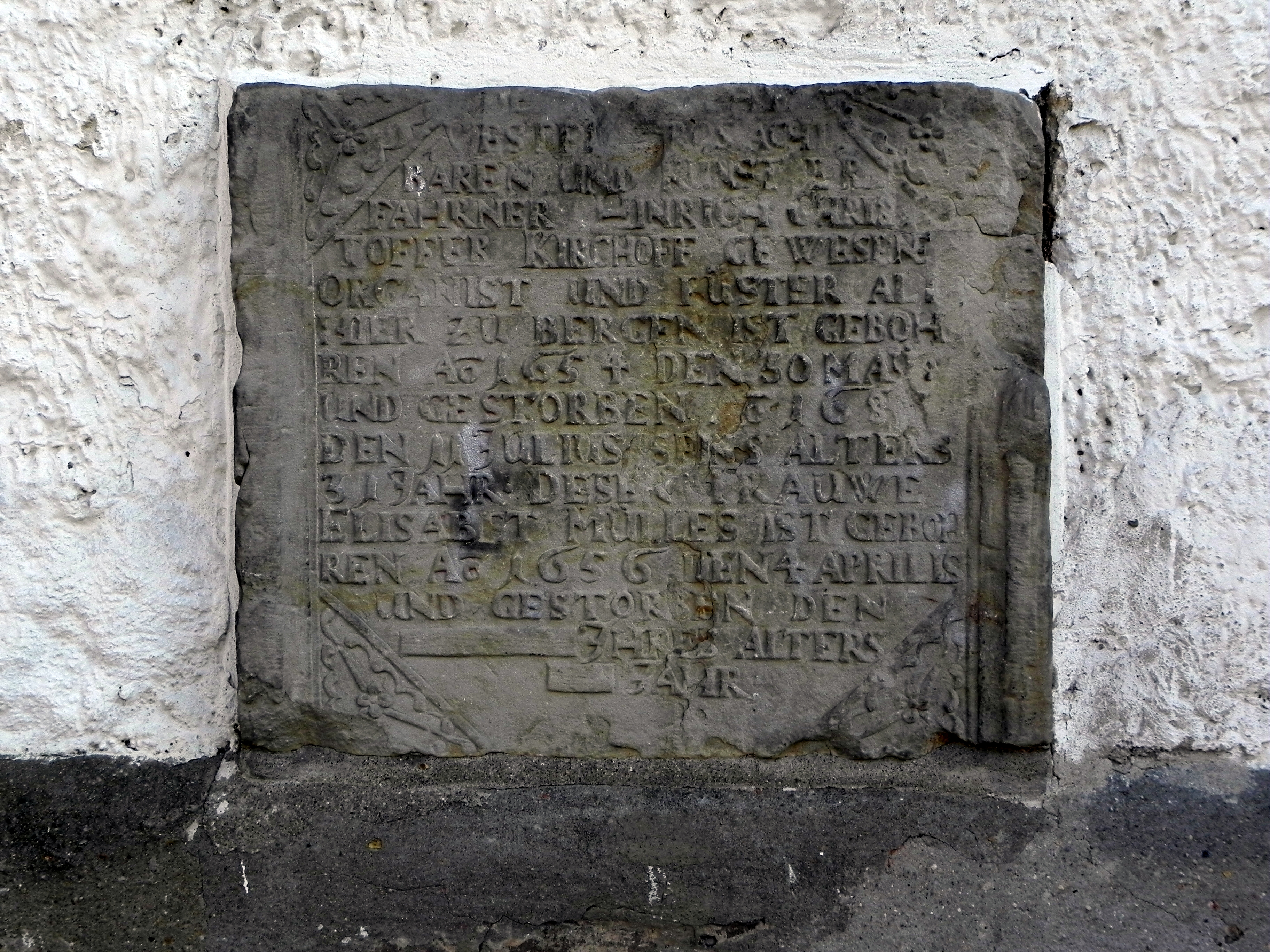
1656
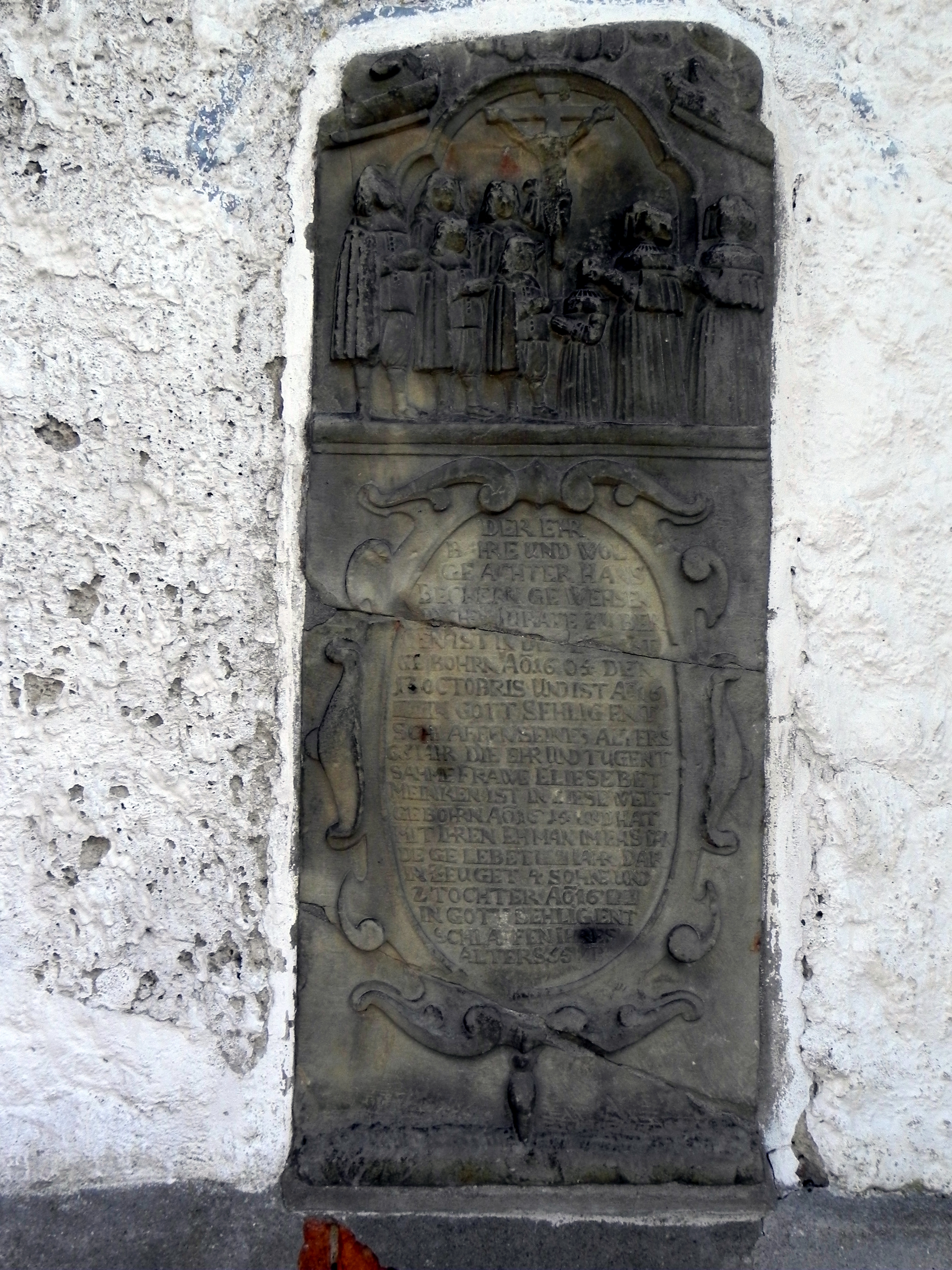
17. Jahrhundert
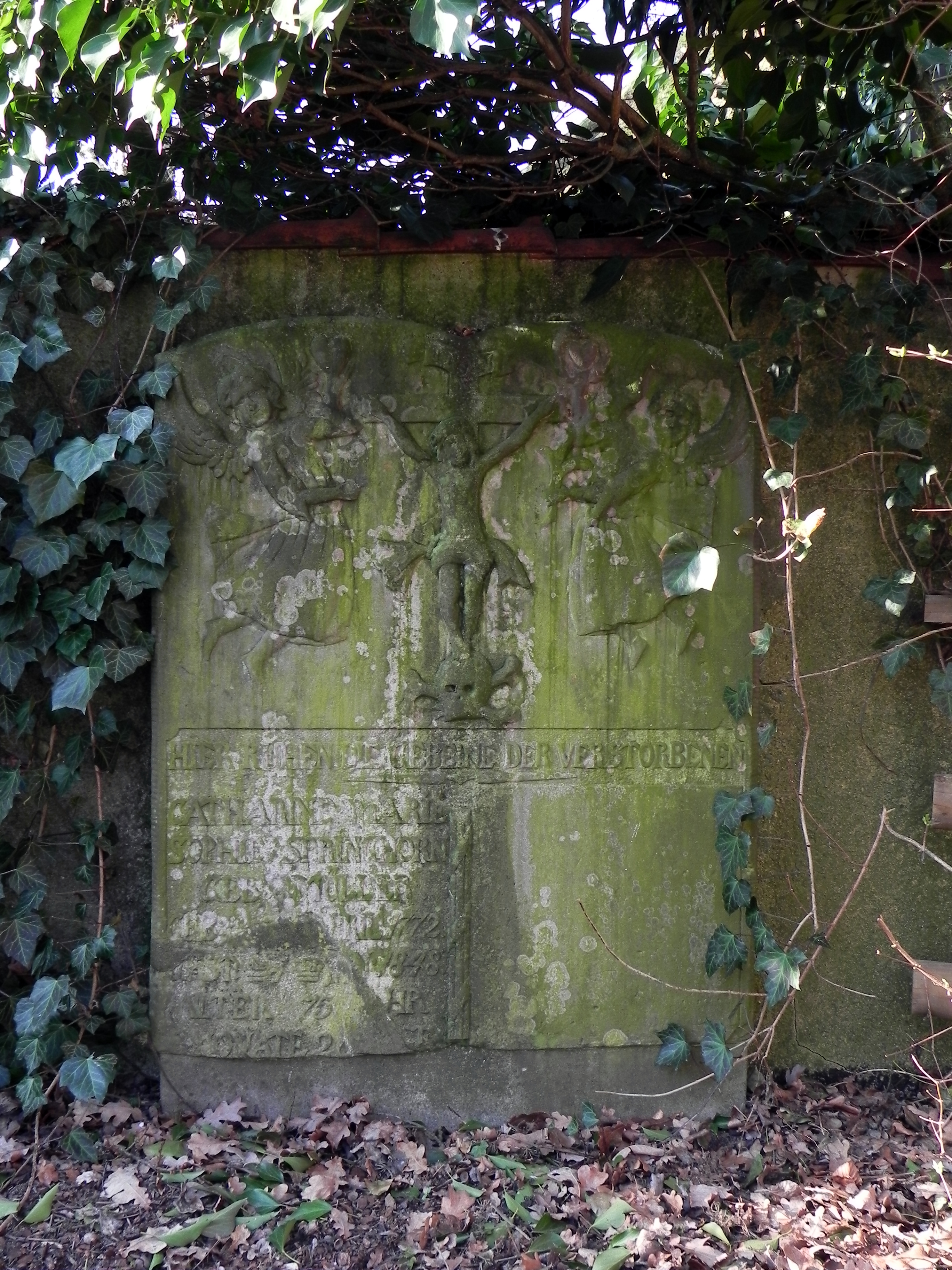
1848

## Pastoren
Von 1872 bis 1881 wirkte als Pastor sec Ludwig Otto Adelbert Spitta (* 27. November 1845 in Wechold; † 27. Mai 1901 in Hameln), ein Sohn des deutschen Theologen und Dichters Carl Johann Philipp Spitta. Berühmt wurde er hier durch seine Predigten mit historischen, orts- und regionalgeschichtlichen Ausführungen, die auch als Buch mit 1875 gehaltenen Predigten und Vorträgen erschienen sind.

## Orgel
1828 wurde in der Lambertikirche die erste Orgel aufgestellt, erbaut von dem Orgelbauer Heinrich Lohstöter (Celle). Das Instrument hatte 22 Register auf zwei Manualen und Pedal. 1914 erbaute die Orgelbaufirma Furtwängler und Hammer (Arnum) ein neues Orgelwerk in das historische Gehäuse mit 34 Registern auf zwei Manualen und Pedal. 1963/66 gab es einen weiteren Neubau im alten Gehäuse: Der Orgelbauer Gebrüder Hillebrand Orgelbau|Hermann Hillebrand baute ein Instrument mit 28 Registern. 1998/99 fertigte die Orgelbaufirma Manufacture d’Orgues Muhleisen in Straßburg als Opus 212 ein neues Instrument mit 34 Registern auf drei Manualen und Pedal an. Teilweise wurden Register der Hillebrand-Orgel übernommen. Die Spieltrakturen und Registertrakturen sind mechanisch.
| I Unterwerk C–f3 |                |        |
| 1.               | Prinzipal      | 8′     |
| 2.               | Gedackt        | 8′     |
| 3.               | Oktave         | 4′     |
| 4.               | Rohrflöte      | 4′     |
| 5.               | Nazard         | 3′     |
| 6.               | Terz           | 1 3⁄5′ |
| 7.               | Oktave         | 2′     |
| 8.               | Larigot        | 1 ⁄3′  |
| 9.               | Sifflet        | 1′     |
| 10.              | Basson         | 8′     |
|                  | Tremblant doux |        |

| II Hauptwerk C–f3 |              |        |
| 11.               | Bourdon      | 16′    |
| 12.               | Prinzipal    | 8′     |
| 13.               | Rohrflöte    | 8′     |
| 14.               | Gedackt      | 8′     |
| 15.               | Oktave       | 4′     |
| 16.               | Gemshorn     | 4′     |
| 17.               | Oktave       | 2′     |
| 18.               | Quinte       | 3′     |
| 19.               | Terz         | 1 3⁄5′ |
| 20.               | Mixtur IV-VI | 1 ⁄3′  |
| 21.               | Trompete     | 8′     |

| III Seitenwerk C–f3 |              |     |
| 22.                 | Gedackt      | 16′ |
| 23.                 | Holzflöte    | 8′  |
| 24.                 | Gemshorn     | 8′  |
| 25.                 | Prinzipal    | 4′  |
| 26.                 | Doublette    | 2′  |
| 27.                 | Cornett V    | 8′  |
| 28.                 | Oboe d’amore | 8′  |

| Pedal C–f1 |          |     |
| 29.        | Flöte    | 16′ |
| 30.        | Flöte    | 8′  |
| 31.        | Flöte    | 4′  |
| 32.        | Posaune  | 16′ |
| 33.        | Trompete | 8′  |
| 34.        | Clairon  | 4′  |

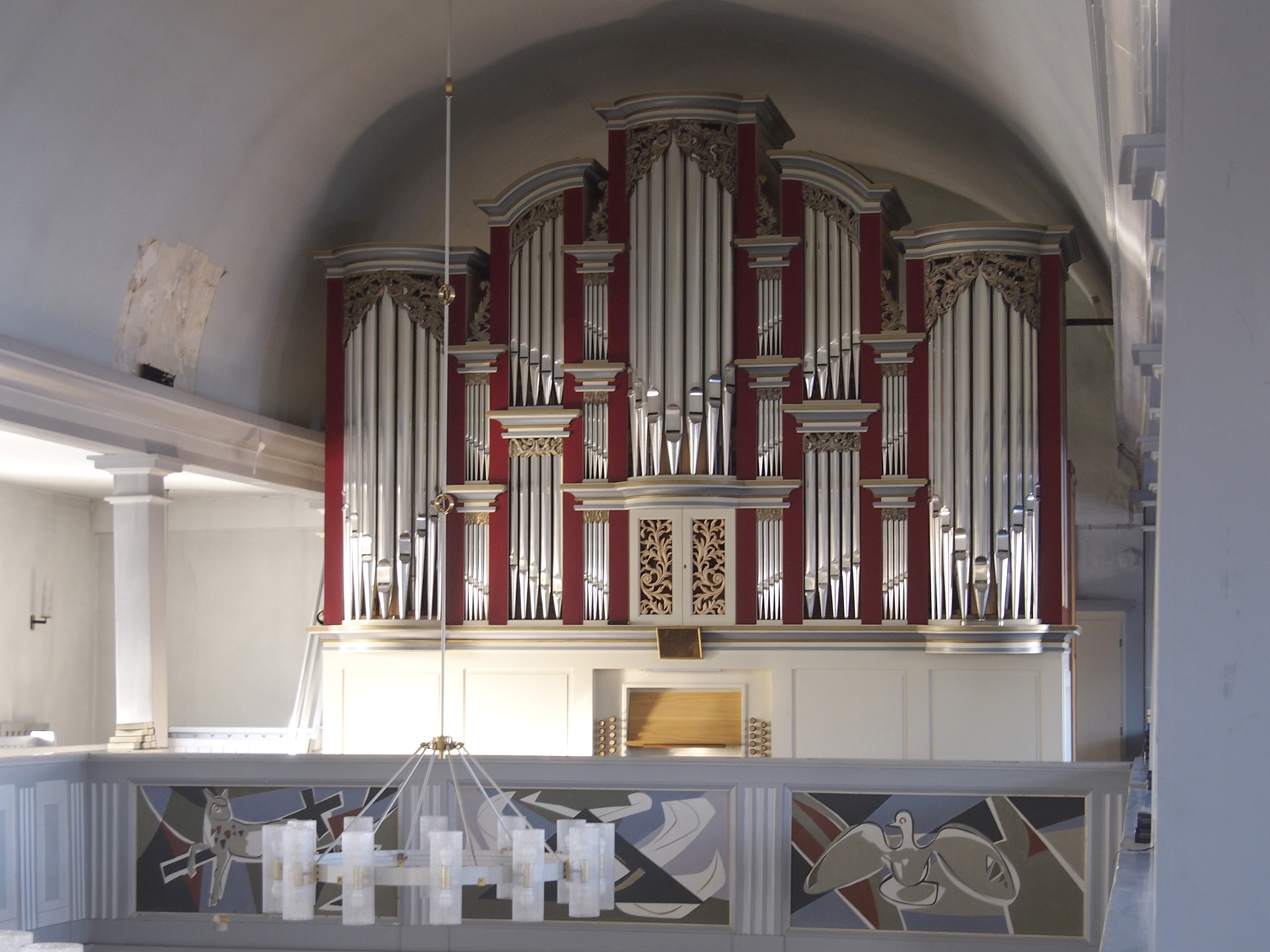
Orgel

- Koppeln: II/I, III/I, III/I, I/P, II/P, III/P

## Geläut
Im neben der Kirche stehenden Glockenträger hängen vier Läuteglocken aus Bronze. Neben zwei historischen Glocken von 1763 (Gießer Johann Meyer, Celle) und 1650 (Gießer unbekannt) wurden nach der Sanierung des Glockenträgers 2020 zwei neue Glocken aufgezogen, die zwei Eisenhartgussglocken der Gießerei J. F. Weule aus dem Jahr 1949 ersetzen.
Die älteste Glocke (Dreikönigsglocke) stammt aus der Zeit um 1500 und befindet sich Dachreiter auf der Kirche. Sie wird nur als Schlagglocke verwendet. 